# Dänischer Widerstand
Der dänische Widerstand gegen die deutsche Besatzungsmacht im Zweiten Weltkrieg setzte sich aus unterschiedlichen Gruppierungen, Einzelpersonen und deren Umfeld zusammen. Nach dem Zweiten Weltkrieg wurde er mehr und mehr als Einheit betrachtet. Es wurden illegale Zeitungen hergestellt und verteilt und Sabotageaktionen vorbereitet, es kam zu Attentaten gegen Einzelpersonen.
Bekannte Organisationen waren: Churchill Club, Frit Danmark, Dansk Samling, de Frie Danske, Danmarks Kommunistiske Parti, Holger Danske, Borgelige Partisaner (BOPA) und Ringen.

## Unbewaffneter Widerstand (1940–1943)

### Politische Grundstimmung
Da die demokratisch zustande gekommene Regierung nach der Besetzung Dänemarks am 9. April 1940 im Amt blieb und sich zu einer Einheitsregierung unter Beteiligung nahezu aller Parteien umformte, gab es für die dänische Bevölkerung nur wenig Grund, gegen die Okkupation zu kämpfen. Entsprechend wirkten auch eine allgemein kritische Haltung zur Landesverteidigung insgesamt sowie Aufrufe von Regierung und König, sich gegenüber der Besatzungsmacht ruhig zu verhalten. Deutsche Maßnahmen betrafen die Zensur, das Verbot des Handels mit den Alliierten, die Luftschutz-Verdunklung und die Truppenstationierung. Flugblätter gegen die deutsche Besatzung wurden ab etwa September 1941 verteilt.
Die Zahl dänischer Nationalsozialisten war vor und blieb im Krieg niedrig. Auch 1943 erreichten sie bei den Parlamentswahlen keinen bedeutenden Stimmenanteil. Der deutsche Reichsbevollmächtigte Werner Best versuchte nicht, den dänischen nationalsozialistischen Führer Frits Clausen in ein Regierungskabinett einzubinden.
Winston Churchill nannte Dänemark „Hitlers Schoßhündchen“, weil es nur zu wenigen Widerstandshandlungen kam.

### Erste besatzungskritische Zellen
Abgesehen von der Spionage des dänischen Militärnachrichtendienstes für die Alliierten, beschränkte sich die Widerstandstätigkeit in den Jahren 1940/41 im Wesentlichen auf Propagandatätigkeit gegen die Besatzungsmacht und dies auch nur durch einen sehr kleinen Personenkreis. Zu diesen frühen Keimzellen des Widerstands gehörten sozialdemokratische Kreise. Diese setzten unter anderem die in den Jahren zuvor ausgeübte Unterstützung für deutsche Emigranten fort. Der Widerstand formierte sich darüber hinaus in traditionell britenfreundlichen Kreisen der Konservativen Volkspartei und Teilen von deren Jugendbewegung, die der Mutterpartei teils kritisch gegenüber stand. Der Parteivorsitzende John Christmas Møller griff insbesondere nach seinem Ausscheiden aus der Regierung am 3. Oktober 1940 die Besatzungsmacht in öffentlichen Auftritten politisch scharf an. Aus der Konservativen Jugend, dem nach rechts exponierten Zweig der Jugendorganisation der Konservativen Volkspartei, ging im Oktober 1940 der National Pressetjeneste (Nationaler Pressedienst) hervor. Diese monatlich erscheinende Publikation hielt sich nicht an die Zensurvorschriften, griff allerdings die dänische Politik nur wenig auf. Dafür berichtete sie ausführlich über den Widerstand in Norwegen. Um den Jahreswechsel 1941/42 hatte der National Pressetjeneste gut 1000 Abonnenten. Darüber hinaus gab die Konservative Jugend besatzungskritische Publikationen beispielsweise in Form von Flugblättern oder Aufklebern heraus. Diese brachte sie in Konflikt mit anderen Kreisen der eigenen Partei. Die extreme Rechte, darunter die Grenzvereinigung, die seit dem 19. Jahrhundert die Rückgewinnung Südschleswigs propagierte, und die Kleinpartei Dansk Samling, formierte sich um den Pastor und Schriftsteller Kaj Munk, der die Besetzung in Predigten und Vorträgen kritisierte, und den Historiker Vilhelm la Cour, der eine ähnlich gelagerte Publikationstätigkeit entfaltete. Auch in Pfadfinderorganisationen und Sportvereinen formierten sich probritische und deutschkritische Kreise.
In allen deutschkritischen politischen Milieus und zum Teil auch unabhängig davon in privaten Freundeskreisen bildeten sich bereits 1940 und zunehmend in den folgenden Jahren aktivistische Gruppen, die sich im Wesentlichen auf die Produktion und Verbreitung von Flugblättern, das Schreiben von Parolen im Straßenraum und auf Auseinandersetzungen mit den dänischen Nationalsozialisten beschränkten. Die dänischen Behörden gingen gegen deutschkritische Äußerungen sowohl dieser Kleingruppen als auch größerer Organisationen vor, wobei die Sanktionen nicht über kürzere Gefängnisstrafen hinausreichten.
Im Umfeld der Konservativen Jugend wurde bereits im Juli 1940 durch die autonom operierende Gruppe „Die Widder“ ein Sprengstoffanschlag auf die Bahnstrecke in Richtung Schweden und Norwegen vorbereitet, jedoch misslang die Beschaffung des Sprengstoffs. Ebenfalls im Sommer 1940 kam es im Raum Slagelse zu kleineren Sabotageaktionen durch Mitglieder der konservativen Jugend gegen abgestellte deutsche Militärfahrzeuge.
Die dänischen Kommunisten wurden wegen des noch bestehenden Hitler-Stalin-Pakts zunächst nicht aktiv, bereiteten aber eine geheime Parallelorganisation für den Fall einer Zerschlagung durch dänische Behörden und die Besatzungsmacht vor. Zu dieser kam es nach dem deutschen Angriff auf die Sowjetunion 1941. Diese Strukturen wurden sofort aktiv, nachdem zahlreiche offizielle Parteifunktionäre interniert worden waren, untertauchen oder außer Landes gehen mussten, blieben aber zunächst weitgehend auf Kopenhagen beschränkt und mussten Kontakte in die Fläche des Landes in den folgenden Monaten erst wieder aufbauen. Trotz der personellen Verluste durch Internierungen stellten die Kommunisten damit die größte dänische Widerstandsorganisation zu diesem Zeitpunkt.
Am 13. November 1941 gründete sich der Dansk Studiering (Dänischer Studienring). Diese dem politischen Konservatismus nahestehende Organisation beschränkte sich ausdrücklich auf die geistige Vorbereitung eines aktiven Widerstands gegen die Besatzer. Als erster Organisation gelang ihr der Aufbau eines Netzwerks, das sich von der Zentrale in Kopenhagen über Gruppen in nahezu ganz Dänemark erstreckte. Später nahm sie eine eher sozialdemokratische Prägung an und ging 1944 unter dem Namen Ringen zu Aufbau und Ausbildung einer Untergrundarmee über.

### Proteste gegen den Antikominternpakt
Zu ersten größeren besatzungsfeindlichen Protesten, an denen sich mehrere, ideologisch verschiedene Widerstandszirkel beteiligten, kam es am 25. November 1941, einen Tag nachdem Dänemark auf massiven deutschen Druck hin dem Antikominternpakt beigetreten war. Den Anstoß gaben Studenten aus dem Umfeld der konservativen Volkspartei, die befürchteten, dass Dänemark in den Krieg hineingezogen würde. Um 14 Uhr versammelten sich auf den Aufruf der Studenten hin mehrere Hundert Menschen vor Schloss Amalienborg. Reden für die Freiheit Dänemarks wurden gehalten und die Nationalhymne des im Widerstand begriffenen Norwegen gesungen. Die Versammlung, die eigentlich noch eine Resolution an den König übergeben wollte, wurde von starken Polizeikräften vertrieben. Dabei formierte sich ein Demonstrationszug, den die Polizei vergeblich aufzuhalten versuchte. Am Abend formierten sich neue Protestzüge, an denen mehrere Tausend Menschen und auch organisierte Kommunisten sowie Vertreter anderer Widerstandsgruppen teilnahmen. Die Polizei reagierte unter anderem mit Warnschüssen. Bis zum 30. November kam es immer wieder zu Demonstrationen, gegen die die Polizei immer härter durchgriff, auch mit dem Einsatz von Schlagstöcken. Es gab bis zu 200 Festnahmen. Darüber hinaus drohte der Rektor der Universität mit Relegation und es kam zu immer stärkeren Auseinandersetzungen zwischen den konservativen Initiatoren und den kommunistischen Teilnehmern. 72 Teilnehmer wurden in den folgenden Monaten zu kürzeren Freiheitsstrafen verurteilt, die jedoch allesamt zur Bewährung ausgesetzt wurden.

### Zunehmende widerständische Publikationsarbeit
Im Verlauf der Jahre 1941 und insbesondere 1942 nahm die Publikationstätigkeit der besatzungskritischen Kreise deutlich zu, sowohl in Form von Periodika als auch mit Broschüren und Monografien bis hin zu Dramen und Gedichtbänden. Die Königliche Bibliothek Kopenhagen zählt für die gesamte Besatzungszeit 298 verschiedene illegale Buchtitel. Von Oktober 1941 veröffentlichte die im Untergrund arbeitende kommunistischen Partei die Politischen Monatsbriefe. Im März 1942 trat ihre Untergrundzeitung Land og Folk (Land und Volk) hinzu. Die Verbreitung der 14-täglich erscheinenden Publikation steigerte sich über die Besatzungszeit hinweg auf eine Auflage von bis zu 125.000 Exemplaren. Die konservative Jugendgruppe „Die Widder“ hatte während der Novemberunruhen 1941 Erfahrungen mit der Erstellung von Flugblättern gesammelt. Im Dezember 1941 begann sie mit der Veröffentlichung des grob monatlich erscheinenden Blatts De frie Danske. In einer Auflage von zunächst wenigen hundert Exemplaren verbreitete es vor allem aus dem Programm der BBC entnommene Nachrichten zur Kriegslage und beschuldigte einzelne dänische Nazi-Sympathisanten, während es sich gegenüber der dänischen Innenpolitik zurückhielt. Nachdem die ursprünglichen Blattmacher weitgehend durch Akteure mit journalistischer Erfahrung verdrängt worden waren, erhöhte sich die Auflage bis zum Spätsommer 1942 auf rund 5.000 Exemplare. Im März trafen sich der DKP-Vorsitzende Aksel Larsen und John Christmas Møller für die bürgerliche Seite und vereinbarten die Herausgabe einer gemeinsamen Untergrundzeitschrift, um gemeinsam eine breitere Basis in der Bevölkerung zu erreichen. Am 1. April 1942 erschien daraufhin in einer Auflage von 5000 Exemplaren erstmals das Monatsblatt Frit Danmark (Freies Dänemark), hinter dem ein politisch breites Spektrum von Redakteuren und Unterstützern stand. Bis zum Jahresende stieg diese auf rund 10.000 Exemplare. Die technische Herstellung stützte sich weitgehend auf die Untergrundstrukturen der Kommunisten. Im Februar 1943 kam noch Hjemmefronten (Heimatfront) hinzu, mit der sich konservative Kräfte von dem ihrer Meinung nach zu stark kommunistisch geprägten Frit Danmark absetzen wollten. Als weiteres konservatives Blatt ging im August 1942 Studenternes Efterretningstjeneste aus einer studentischen Flugblattgruppe hervor. Von anfangs 1500 Exemplaren stieg seine Auflage auf rund 10.000 zum Jahresbeginn 1943.

### Beginnende Sabotageaktionen
1942 wurden die Widerstandshandlungen gewaltsamer und es gab vermehrt Sabotageakte. So verübte der Churchill-Klub, eine Gruppe Jugendlicher, im April und Mai 1942 insgesamt 25 Aktionen gegen deutsche Militäreinrichtungen, darunter neben Diebstahl von Waffen und Munition auch Sabotage und Brandstiftung. Im Juni wurden die Mitglieder vom Kopenhagener Stadtgericht zu Freiheitsstrafen verurteilt. Die inzwischen etablierte Untergrundpresse berichtete ausführlich über die Aktionen der Gruppe und ihre Verurteilung. Dies dürfte erheblich zur steigenden Popularität von Sabotageakten beigetragen haben. In den folgenden Monaten wurden in mehreren Landesteilen jugendliche Sabotagegruppen aktiv und meist nach kurzer Tätigkeit von den dänischen Behörden gefasst.
Ebenfalls von April 1942 formierte die kommunistische Partei im Untergrund Sabotagegruppen, die sich vor allem aus Spanienkämpfern rekrutierten und sich bald Kommunistiske Partisaner (Kopa) nannten. Diese griffen vor allem dänische Firmen an, die für die Wehrmacht arbeiteten. Wegen der meist schlechten Qualität der verwendeten Brandsätze blieb der Schaden eher gering. Die Schlagkraft der kommunistischen Gruppen wuchs erst, nachdem im Juni 1942 der Schiffsbauer Eigil Larsen aus dem Internierungslager Horserød geflohen war. Zum Sabotageleiter der Kommunisten ernannt, verfasste er ein „Kochbuch“ unter anderem mit Anleitungen zum Bau von Brandsätzen. Die in fünf Exemplaren mit handgefertigten Zeichnungen aufgelegte Schrift zirkulierte unter den Sabotagezellen und trug wesentlich zu deren Professionalisierung bei. Einen ersten größeren Erfolg verzeichnete Kopa, als einer ihrer Saboteure am 26. Juli eine Halle der Werft Nordbjærg & Wedell im Kopenhagener Nordhafen mit zwei in Bau befindlichen Schnellbooten für die deutschen Kriegsmarine vollständig abbrannte. Am 1. September brachte Kopa nördlich von Espergærde erstmals einen deutschen Munitionszug mit Material für Norwegen zum Entgleisen. Ende 1942 gelang der dänischen Polizei die Festnahme mehrerer Kopa-Saboteure, was die zahlenmäßig kleine Organisation erheblich schwächte.
Wegen dieser Personalengpässe und weil sie auf Versorgung mit britischem Sprengstoff hofften, nahmen untergetauchte Kommunisten auch zu anderen politischen Lagern Kontakt auf. Als sich der Zulauf vor allem junger bürgerlicher Saboteure tatsächlich einstellte, benannten sich die kommunistischen Saboteure im Frühjahr 1943 in Borgelige Partisaner (Bürgerliche Partisanen, Bopa) um.

### Deutscher Gegenschlag
Am 10. August legte der deutsche Bevollmächtigte Renthe-Fink bei Außenminister Scavenius offiziell Protest wegen des aus deutscher Sicht zu laschen Vorgehens der dänischen Polizei gegen die stark wachsenden Sabotageaktivitäten ein. Daraufhin sprach sich Ministerpräsident Vilhelm Buhl in einer Radioansprache gegen die Sabotage aus, was wiederum zu Gegenreden verschiedener Organe des Widerstands und des inzwischen in London befindlichen John Christmas Møller per BBC führte.
Anfang September 1942 wurde dann die dänische Polizei aktiv und verhaftete nahezu den gesamten Mitarbeiterstab der Untergrundzeitung De fried Danske, der zuvor vom Sicherheitsdienst des Reichsführers SS enttarnt worden war. Die Anfang 1943 folgenden mehrjährigen Haftstrafen wurden aber vor allem mit der Unterstützung von SOE-Agenten begründet. Trotz der großen personellen Verluste erschien die Publikation auch im Oktober und November des Jahres.
Am 5. November verhaftete die dänische Polizei den im Untergrund lebenden kommunistischen Parteichef Aksel Larsen und übergab ihn der Geheimen Staatspolizei. Anfang Dezember verhaftete die dänische Polizei auf Grundlage von Informationen der Gestapo einen Großteil des Kreises um die Zeitung Frit Danmark. Die im folgenden Jahr gegen sie verhängten Gefängnisstrafen blieben aber relativ kurz. Die Zeitungsproduktion lief jedoch im Untergrund weiter.

## Auslandsdänen
Im Unterschied zu der nur gering verbreiteten Ablehnung der Besatzungsmacht im Land positionierten sich die Auslandsdänen weit überwiegend auf alliierter Seite. Wenige Tage nach Unternehmen Weserübung erklärte sich Henrik Kauffmann, der dänische Gesandte in den USA, als nicht mehr an Weisungen seiner Regierung gebunden. In dieser Funktion genehmigte er beispielsweise ein Jahr später den USA die Besetzung Grönlands und unterzeichnete im Namen Dänemarks die Atlantik-Charta. In den Wochen nach der Besetzung stellte sich der Großteil der dänischen Handelsflotte, die sich zu diesem Zeitpunkt nicht im eigenen Hoheitsgebiet befand, den alliierten Staaten zur Verfügung, obwohl die Regierung in Kopenhagen das Anlaufen neutraler Häfen angeordnet hatte. In Großbritannien formierte sich im September 1940 der Dänische Rat, der sich als Vertretung von 3000 Auslandsdänen verstand und in diesem Kreis Propaganda organisierte und Freiwillige für die britische Armee rekrutierte.

## Militärische Spionage

### Die Prinzen
Am 23. April 1940 stellten Mitglieder des Dänischen Militärischen Nachrichtendienstes Verbindungen zum Britischen Nachrichtendienst über die Botschaft in Stockholm her. Die dänischen Nachrichtenoffiziere versuchten auf diesem Weg eine Rückversicherung oder zumindest einen Kommunikationskanal gegenüber den Alliierten zu gewinnen. Dies war insbesondere für den Fall gedacht, dass die von der Regierung weitgehend akzeptierte Besatzungsmacht Deutschland im Krieg unterliegen sollte. Darüber hinaus versuchten die Nachrichtenoffiziere die britischen Dienste auf diesem Weg von unkontrollierten Aktionen auf dänischem Gebiet abzuhalten.
Eine erste schriftliche Information über deutsche Truppen ließen die dänischen Nachrichtendienstlern bereits dem britischen Botschaftspersonal zukommen, als dieses am 13. April 1940 per Sonderzug Dänemark verließ.
Es kam ab Herbst 1940 zu einem regelmäßigen Informationsaustausch. Dabei agierte der Journalist Ebbe Munck, Korrespondent von Berlingske Tidende ins Stockholm, als Kontaktperson. Bis zur Etablierung von Funkverbindungen Ende 1941 war Munck die einzige Verbindung zwischen den dänischen und den britischen Diensten. Vor allem gab er Mikrofilme weiter, die er über zivile dänische Kuriere erhielt. Der Widerstand im dänischen Militärnachrichtendienst erhielt von den Briten den Decknamen „Die Prinzen“.

### Britische Aktivitäten
Eine erste Funkverbindung zwischen den Prinzen und dem SOE, der Abteilung des britischen Geheimdienstes für verdeckte Operationen in Europa, wurde im September 1941 vom Fliegerleutnant Thomas Sneum und seinem Funker Hans Christoffersen etabliert. Sneum war im Juni 1941 mit einem Sportflugzeug zu den Briten geflohen und hatte diesen dabei die ersten Fotoaufnahmen des deutschen Radarsystems Freya zugespielt. Am 6. September wurden er und Christoffersen als Agenten des Secret Intelligence Service per Fallschirm in Dänemark abgesetzt. Die Prinzen protestierten jedoch mehrfach gegen die direkten Aktivitäten der Briten, so dass Sneum und Christoffersen im März 1942 via Schweden wieder abgezogen wurden.
Im Januar vereinbarten der SOE-Vertreter Ronald Turnbull, Ebbe Munck und der Rechtsanwalt Per Federspiel in Stockholm den Grundtvig-Plan zur Finanzierung des dänischen Widerstands. Dabei sollte Federspiel Zahlungen von dänischen Firmen und privaten Unterstützern entgegennehmen und die Rückzahlung in Pfund Sterling nach Kriegsende garantieren. Der Plan wurde von Frühjahr 1943 an ausgeführt. Bis zum Kriegsende wurden auf diesem Weg 6,7 Millionen Kronen eingesammelt und an SOE-Agenten sowie Widerstandsgruppen ausgezahlt.
Nach einem Ende 1941 gescheiterten Versuch mit nur einem Überlebenden gelang es dem SOE am 17. April 1942 eine dreiköpfige Agententruppe mit vollständiger Ausrüstung in Dänemark per Fallschirm landen zu lassen. Daraufhin stieg die Zahl der Funkkontakte zwischen den Prinzen und dem SOE auf einmal wöchentlich. Darüber hinaus gelang es, durch einen Angestellten des Dänischen Rundfunks kurze Botschaften an die Briten zu senden. So kamen aktuelle Berichte über Stärke und Stellungen der deutschen Truppen, Transporte von Soldaten und Material nach Norwegen, den Ausbau des Atlantikwalls in Dänemark und die Stimmung der Bevölkerung an die Briten. Darüber hinaus begannen sich die Prinzen verstärkt mit den nicht-kommunistischen Teilen des politischen Widerstands zu vernetzen, insbesondere um Verstecke und Zuarbeiter für die britischen Agenten zu finden.
Gemeinsam ermöglichten die SOE-Agenten und die Prinzen Anfang Mai 1942 die Exfiltration von John Christmas Møller und dessen Familie nach Großbritannien. Am 17. Mai sendete die BBC erstmals eine Ansprache Møllers an die Dänen. Der Dänische Rat in London wählte ihn kurz darauf zum Vorsitzenden.
Im Sommer 1942 erweiterte der SOE seine Strategie für Dänemark und schleuste in diesem Rahmen am 1. August zwei Sabotageinstrukteure ein. Da ihr abgeworfenes Sprengmaterial den Deutschen in die Hände fiel, mussten sie sich auf die Ausbildung zweier einheimischer Sabotagetruppe in Kopenhagen konzentrieren, die vorerst aber nicht tätig werden konnten. Darüber hinaus untersagte die SOE-Zentrale ein aktives Vorgehen, nachdem die Prinzen massive gegen mögliche Sabotageaktionen protestiert hatten.
Als die dänischen Behörden im Herbst 1942 auf den Druck der Besatzungsmacht verstärkt gegen Widerstandskreise vorging, waren davon auch die Unterstützer der SOE-Agenten betroffen. Ein Agent kam ums Leben, mehrere weitere wurden aus Dänemark abgezogen. Damit waren nur noch vier Agenten aktiv, darunter keine Führungskraft mit vertieften Einblicken in operative Ziele. Drei dieser Agenten wurden schließlich im Dezember 1942 festgenommen, womit der SOE in Dänemark kaum noch handlungsfähig war.

## Bewaffneter Widerstand (1943 bis Kriegsende)

### Stimmungsumschwung in der Bevölkerung
Das Jahr 1943 brachte einen Stimmungsumschwung, der auf mehreren Faktoren beruhte: Die Sabotagebewegung hatte eine breitere Basis gefunden und war durch die höhere Zahl von Anschlägen  in der öffentlichen Wahrnehmung präsenter. Zugleich verschärfte die Besatzungsmacht ihre Gegenmaßnahmen und nahm dadurch in höherem Maß einen störenden Einfluss auf das Alltagsleben vieler Dänen. Ähnlich wirkten sich die erzwungene Räumung Jütlands von dänischem Militär und das aggressive Auftreten von Angehörigen dänischer SS-Formationen aus. Zudem wurde eine deutsche Niederlage nach den verlorenen Schlachten von El Alamein und Stalingrad wahrscheinlicher, was Widerstand erfolgversprechender und erstrebenswerter mit Blick auf die politische Lage nach Kriegsende werden ließ. Dieser Eindruck verstärkte sich im Jahresverlauf mit der alliierten Landung auf Sizilien, dem folgenden Sturz Benito Mussolinis und den ersten Erfolgen des Italienfeldzugs sowie mit der misslungenen deutschen Offensive bei Kursk und den schweren Luftangriffen auf Hamburg.
Handgreiflich deutlich wurden die Grenzen der deutschen Macht im Land durch den ersten britischen Luftangriff auf ein dänisches Ziel am 27. Januar 1943: Acht Bomber vom Typ De Havilland DH.98 Mosquito warfen am Nachmittag 32 500-Pfund-Bomben auf die Werft Burmeister & Wain im Kopenhagener Stadtteil Christianshavn und deren Umgebung ab. Es kam zu acht Toten und 75 Verletzten. In der Bevölkerung wurde die Operation gemeinhin als Aufforderung zu Sabotageakten verstanden, um weitere britische Angriffe gegen Betriebe und damit Kollateralschäden zu vermeiden. Die zu diesem Zeitpunkt noch aktiven „Prinzen“ gaben im Frühjahr ebenfalls den Widerstand gegen den Einsatz britischer Sabotagetrupps auf, weil sie sich von diesen zielgenauere Schläge als durch Luftangriffe versprachen. Populär wurden in dieser Zeit Mützen in den Kokardenfarben der Royal Air Force und Kleidungsstücke, die in ihren Farben an den Union Jack erinnerten.

### Etablierung des Sabotagekampfs
Von Februar bis Mai setzte der SOE daraufhin mehrere Agententruppen und umfangreiches Material per Fallschirm ab, wobei die Hvidsten-Gruppe wesentliche Hilfe beim Empfang und Weitertransport von Personen und Material leistete. Zusammen mit den wenigen aus dem Vorjahr verbliebenen Agenten war der britische Dienst damit so schlagkräftig wie nie zuvor im Land vertreten. Die Leitung vor Ort lag bei Majof Flemming B. Muus. Zudem verbesserte sich die Koordination der SOE-Arbeit erheblich, nachdem der Agentenring vom Frühjahr an mit Hilfe des Radiotechnikers Lorens Duus Hansen eine große Zahl im Land konstruierter, kleinformatiger Funkgeräte erhielt. Zuvor waren mehrfach britische Geräte beim Abwurf zerstört worden oder verloren gegangen. Die SOE-Agenten konzentrierten sich neben dem Aufbau eigener Strukturen vor allem auf die Versorgung der verschiedenen dänischen Sabotagegruppen mit Sprengstoff und Waffen.
Wegen des allgemeinen Stimmungswandels gegen die Besatzungsmacht und der Agententätigkeit beschleunigte sich der bereits im Vorjahr bemerkbare Anstieg der gewaltsamen Widerstandsakte, wobei es vorerst im Wesentlichen bei Sabotageaktionen blieb. Im April gründete sich die Sabotagegruppe Holger Danske aus einer Vervielfältigungszelle der konservativ-nationalen Untergrundzeitung De frie Danske. Die sechs Gründungsmitglieder hatten als Freiwillige im finnischen Winterkrieg gegen die Sowjetunion gekämpft. Dennoch nahmen sie Verbindung mit kommunistischen Sabotagezellen auf und erhielten von diesen Unterstützung. Im Verlauf des Sommers 1943 bewerkstelligte sie 21 Anschläge. Beim größten davon setzten sie am 23. Juli eine Citroen-Werkstatt in Kopenhagen in Brand, wobei sechs deutsche Militärfahrzeuge und zwei Panzerwagen zerstört wurden.
Der kommunistische geführten Gruppe Bopa gelang es in der Nacht zum 23. Juni 1943, die Schaltzentrale der Kopenhagener Metallfabrik Glud & Marstrand mit britischem Plastiksprengstoff komplett zu vernichten. Dabei handelte es sich um die bis dahin größte Aktion der Gruppe. Während des Sommers verstetigten sich die Kontakte zwischen Widerstandsgruppen mit unterschiedlichen Weltanschauungen. So unterhielt Holger Danske sowohl Kontakte zu den SOE-Agenten als auch zur Bopa und leitete britische Ausrüstung an letzteres weiter. Zusätzliche Sabotagegruppen entwickelten sich aufgrund der nun besseren Versorgung mit Waffen und Sprengstoff.

### Offene Konfrontation mit der Besatzungsmacht
Im Verlauf des Jahres wuchs in der deutschen Besatzungsmacht die Unzufriedenheit mit dem Umgang der dänischen Behörden mit der Sabotagebewegung. Festnahmen gelangen den dänischen Behörden fast nur im Kreis der kommunistischen Saboteure, jedoch führte dies insgesamt nicht zu einem merklichen Nachlassen entsprechender Aktivitäten. Im Juni untersagte die deutsche Besatzungsverwaltung den dänischen Zeitungen die Erwähnung von Sabotageakten. Bei einem missglückten Materialabwurf in der Nacht zum 18. August wurde die Empfangsgruppe in der Region Aalborg aufgedeckt und von der Gestapo zerschlagen. Während der Beisetzung eines dabei erschossenen Widerstandskämpfers entwickelte sich am 23. August in Aalborg ein offener Aufruhr. Dabei ließen die Deutschen Panzer auffahren, nachdem die dänische Polizei die Menge nicht zerstreut hatte. Bei Auseinandersetzungen am folgenden Tag erschossen Besatzungssoldaten vier Dänen.
Die Vorgänge in Aalborg standen bereits unter dem Eindruck der Augustrevolte. Dabei kam es im August 1943 vor allem in Odense und Esbjerg zu gewaltsamen Auseinandersetzungen zwischen Besatzungstruppen und dänischer Polizei einerseits und dänischen Zivilisten auf der anderen Seite. Zudem entwickelten sich auf kommunistischen Anstoß hin Generalstreiks in den betroffenen Städten. Am 29. August 1943 verhängte die Besatzungsmacht der Ausnahmezustand und entwaffnete – nach kurzer Gegenwehr – das dänische Heer. Die Offiziere wurden vorübergehend durch die deutsche Wehrmacht interniert. Die meisten Marineschiffe wurden von ihren Besatzungen selbst versenkt, einigen Einheiten gelang die Flucht nach Schweden. Daraufhin übernahmen die Deutschen die Regierungsgeschäfte vollständig.
Dies erleichterte einerseits die Verfolgung von Widerstandsgruppen, führte andererseits bei diesen aber zu einem verstärkten Zulauf auch aus politisch gemäßigten Kreisen. Im Widerstand wurde die Entmachtung der Regierung durch die Besatzungsmacht als politischer Erfolg gefeiert, da die Neutralitätspolitik gegenüber den Deutschen offensichtlich gescheitert war.
Ebenfalls Ende August gelang es dem militärischen Spionagering der Prinzen, einen am 22. August auf Bornholm niedergegangenen Marschflugkörper des Typs V1 zu fotografieren und diese Informationen an die Briten weiterzugeben. Allerdings wurde einer der parallel mit dem Material entsandten Kuriere von den Deutschen abgefangen. Die dänischen Nachrichtenoffiziere wurden daraufhin zum Teil festgenommen und konnten zum Teil untertauchen.
Am 24. August gelang Holger Danske der spektakulärste Anschlag des Sommers: Die Gruppe sprengte das Forum Kopenhagen, das als Unterkunft für deutsche Truppen vorbereitet wurde.
Der erhöhte Verfolgungsdruck durch die Deutschen führte von September 1943 an zu einem vorübergehenden Abflauen der Sabotageaktionen. Vor allem Mitglieder von Holger Danske mussten sich nach Schweden in Sicherheit bringen, so dass die Gruppe vorerst ihre Aktivitäten in Dänemark ganz einstellte. Auch das Netz der Prinzen wurde nahezu komplett zerschlagen. Die Prinzen hatten für einen solchen Fall jedoch vorgesorgt, so dass bald darauf demobilisierte Offiziere, die bislang nicht mit dem Widerstand in Verbindung gebracht worden waren, die Tätigkeit wieder aufnahmen.

### Der Widerstand koordiniert sich
Ab September 1943 wurde der Widerstand vom dänischen Freiheitsrat geleitet. Er bildete eine Art Untergrundregierung, die auch die Anerkennung der Alliierten gewann. Vor allem koordinierte das Gremium nahezu alle Widerstandsgruppen, unabhängig von deren teils stark auseinandergehenden ideologischen Ausrichtungen.
Nachdem Bopa zwei Brand- und Sprengstoffanschläge mit vier Todesopfern in von Deutschen besuchten Cafés in Kopenhagen ausgeübt hatte, verhängt die Besatzungsmacht Ende Oktober eine nächtliche Ausgangssperre über die Stadt. Mit Gültigkeit bis zum 10. Februar 1944 sollte sie die längste verhängte Strafmaßnahme dieser Art werden. Daraufhin rief der Freiheitsrat den gesamten Widerstand zum Verzicht auf Aktionen auf, bei denen Menschen, auch deutsche Soldaten, durch Zufall getötet werden könnten. Die Mitglieder des Rates befürchteten gewaltsame Vergeltungsaktionen gegen die Zivilbevölkerung, die die Deutschen in anderen besetzten Ländern häufig anwendeten. Die Mitgliedsorganisationen beugten sich dieser Anweisung. Ende November genehmigte der Freiheitsrat aber grundsätzlich die Tötung von Spitzeln und Verrätern in den eigenen Reihen.
Bei der Rettung der dänischen Juden vor der Deportation durch die Deutschen im Oktober 1943 spielten die Widerstandsgruppen neben anderen gesellschaftlichen Akteuren und spontanen Helfern eine wichtige Rolle. Besondere Bedeutung erhielt die vorher eher publizistisch-intellektuell tätige Gruppe Ringen: Die zahlreichen Ärzte in ihren Reihen sorgten dafür, dass fast alle Krankenhäuser in Kopenhagen als Anlaufstellen für fliehende Juden zur Verfügung standen, und koordinierten in den folgenden Tagen die Schleusung der Geflohenen zu den konspirativen Ausschiffungsstellen in Richtung Schweden. Aus Sicht der Widerstandsbewegung war die Aktion auch deshalb wichtig, weil erstmals praktisch alle gesellschaftlich relevanten Gruppen bis hin zu Christian X. und ein großer Teil der Bevölkerung gemeinsam mit dem Widerstand ein Ziel verfolgt und erreicht hatten. Zudem stellte sich heraus, dass selbst eine deutsche Polizei-Großoperation wirkungsvoll sabotiert werden konnte und die Besatzungsmacht die Seeverbindung nach Schweden nicht unter Kontrolle hatte. In der Außenwirkung in der dänischen Bevölkerung erschien die Rolle des Widerstands bei der Judenrettung zudem größer, als sie real war, so dass er weiteren Zulauf erhielt.

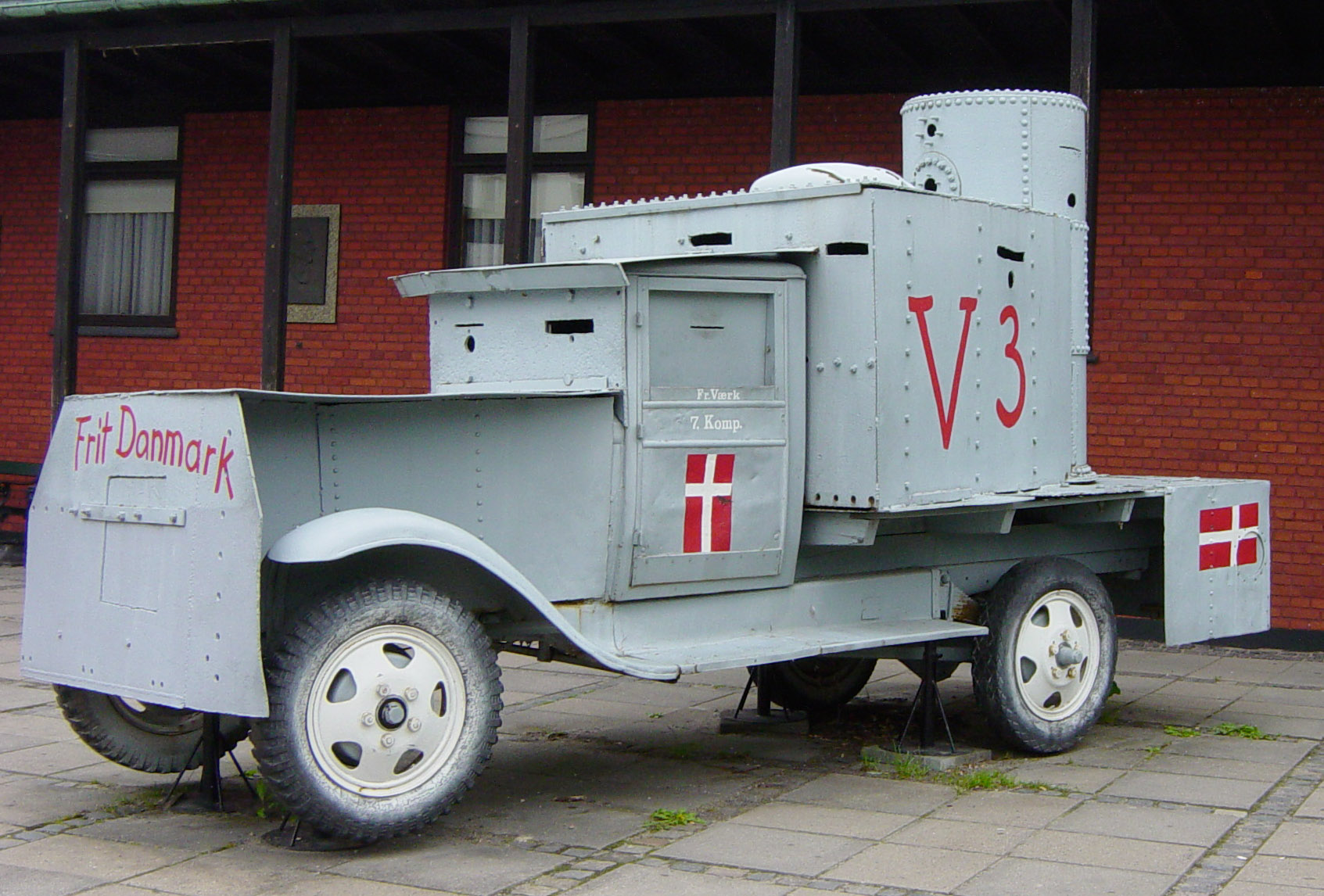
Gewerkschaftliche Eisenbahner bauten in Frederiksværk diesen Panzerwagen. Eingesetzt wurde er bei der Einnahme des Lagers der dänischen Nationalsozialisten in Asserbo im Norden Seelands am 5. Mai 1945.

### Die Deutschen greifen unmittelbar ein
Nach der offenen Machtübernahme durch die Besatzungsmacht wurden auch die deutschen Polizeikräfte offensiver eingesetzt. Zuvor hatten an der deutschen Botschaft wenige Dutzend Mitarbeiter von Gestapo, SD und Polizei zwar Informantennetze aufgebaut, waren in ihrem Vorgehen gegen den Widerstand aber vor allem auf die Weitergabe von Informationen an die dänische Polizei angewiesen. Nach der Operation Safari löste Best die bisherigen Polizei- und SD-Abteilungen aus der deutschen Botschaft heraus und machte sie als Dienststelle des Befehlshabers der Sicherheitspolizei und des SD in Dänemark zur eigenständigen Behörde unter Rudolf Mildner, der vom 19. September 1943 an in Dänemark anwesend war. Unabhängig von dieser Dienststelle baute auch die Gestapo eigenständig Strukturen in Dänemark auf, die von Karl-Heinz Hoffmann geleitet wurden. Beide Organisationen erhielten im Verlauf des Septembers erhebliches zusätzliches Personal. So trafen am 15. September rund 120 Mitarbeiter des Gestapo in Kopenhagen ein. Außerhalb der Hauptstadt wurden Mitarbeiter von SD und Gestapo in gemeinsam genutzten Außendienststellen stationiert.
Nach dem aus deutsche Sicht weitgehend erfolglosen Versuch der Deportation der dänischen Juden standen sowohl Gestapo als auch SD vom 2. Oktober 1943 an weitgehend zur Bekämpfung des dänischen Widerstands zur Verfügung. Die Gestapo konzentrierte sich dabei anfangs vor allem auf die Gewinnung von Spitzeln und Denunzianten in der dänischen Bevölkerung und auf die Auswertung von deren Berichten. Nachdem dieses System etabliert war und Erkenntnisse erbrachte, folgten auch direkte Aktionen und Festnahmen gegen Widerstandsgruppen. Der SD betrieb hingegen Nachrichtendienstarbeit im engeren Sinn. Im Herbst 1943 arbeitete der Dienst Konzepte zum Gegenterror aus, die in den folgenden Monaten umgesetzt werden sollten. Die übrigen Polizei- und SS-Kräfte im Land wurden am 6. Oktober Günther Pancke als Höheren SS- und Polizeiführer in Dänemark unterstellt. Damit war der Reichsbevollmächtigte Best in Fragen der inneren Sicherheit und der Widerstandsbekämpfung weitgehend entmachtet.
Nach der Aufhebung des Ausnahmezustands am 6. Oktober 1943 nutzten die Widerstandsgruppen die gewonnenen Bewegungsfreiheit für eine erneute Steigerung der Sabotagetätigkeit. So zerstörte Bopa am 8. Oktober die Niederlassung von Siemens in Kopenhagen weitgehend, beschädigte am 20. Dezember Dansk Industrisyndikat, die einzige Waffenfabrik des Landes, mit einem Sprengstoffanschlag erheblich und sprengte am 21. Dezember das Elektrizitätswerk der Werft Burmeister & Wain. Die Werft ging daraufhin für rund einen Monat außer Betrieb. Die wenigen verbleibenden Mitglieder von Holger Danske hatten innerhalb weniger Wochen nach der Zerschlagung der Organisation neue Mitglieder geworben, so dass Ende Oktober wieder erste Anschläge stattfanden. Eine Sabotagegruppe unter Leitung britischer SOE-Agenten sprengte in der Nacht zum 18. November eine Eisenbahnbrücke nahe Langå bei Randers an und führten flankierende kleinere Aktionen gegen die Eisenbahninfrastruktur in der Region aus. Dies unterbrach die deutschen Transporte nach Norwegen für zwölf Tage und war damit die bis dahin erfolgreichste Eisenbahnsabotage in Dänemark. Die Langå-Gruppe wurde kurz darauf von der Gestapo festgenommen. Vier ihre Mitglieder wurden am 2. Dezember erschossen.
Zu den immer umfangreicheren Sabotageakte kamen zwei Brand- und Sprengstoffanschläge am 9. und 27. Oktober auf Kopenhagener Cafés, die von Deutschen frequentiert wurden, mit mehreren Verletzten und vier Toten. Als diese Entwicklung im Dänemark im Führerhauptquartier bekannt wurde, kamen von dort Forderungen nach Vergeltungsmaßnahmen gegen die Zivilbevölkerung. Dies lehnten sowohl Best als auch Mildner mit dem Hinweis darauf ab, dass dies den Widerstand verstärken würde. Am 5. Dezember wies Reichsführer SS Heinrich Himmler jedoch den SS-Führer Pancke persönlich wegen des zu nachgiebigen Vorgehend in Dänemark zurecht. Daraufhin begannen die deutschen Stellen mit der Vorbereitung für den bereits vom SD in Kopenhagen ausgearbeiteten Gegenterror gegen einzelne Zivilisten und zivile Einrichtungen.
Parallel verzeichneten die Deutschen zunehmende Erfolge beim Kampf gegen die Widerstandsbewegung. Eine der wichtigsten Festnahmen betraf am 13. Dezember den SOE-Instrukteur Jens Jacob Jensen, der unter Folterandrohung schnell zusammenbrach und der Gestapo Informationen lieferte, die zu Festnahme von rund 200 Menschen aus den Widerstandsgruppen und nachfolgend 25 Hinrichtungen führte.
Vorerst ohne öffentlich wahrnehmbare Folgen blieb ein Beschluss des Freiheitsrats von Mitte Dezember, einer vom SOE vorgegebenen Strategie zu folgen und eine Untergrundarmee aufzustellen, die am 1. März 1944 einsatzbereit sein sollte. Zur Koordination wurde ein Militärausschuss gebildet. Dabei konnte das Gremium auf vereinzelt bestehende kommunistische Kleinkampfgruppen zurückgreifen, die sich seit 1942 gebildet hatten und getrennt von den Sabotagegruppen geführt worden waren. Ähnlich gelagerte Gruppen aus Offizieren des aufgelösten dänischen Heeres und der Marine hielten sich zunächst von diesen Bemühungen des Freiheitsrats fern, obwohl sie jeweils einen Vertreter in den Militärausschuss des Freiheitsrats entsandten. Bei der im folgenden Jahr einsetzenden Zusammenarbeit kam es zu häufigen Konflikten, da die Offiziere häufig eine Führungsrolle beanspruchten und über die Verteilung der abgeworfenen britischen und erbeuteten deutschen Waffen entscheiden wollten, was ihnen die zivilen Widerstandskämpfer in der Regel nicht zugestanden. Die Heeres-Untergrundorganisation im Raum Kopenhagen mit rund 2.300 Mann blieb bis zum Kriegsende unabhängig vom Freiheitsrat.
Die beiden groß angelegten Anschläge von Bopa am 20. und 21. Dezember führten dazu, dass Best, Pancke und von Hannecken am 30. Dezember im Führerhauptquartier Wolfsschanze von Hitler persönlich die sofortige Aufnahme des Gegenterrors befohlen bekamen. An der Besprechung nahmen auch Himmler, SD-Chef Ernst Kaltenbrunner, OKW-Chef Wilhelm Keitel und Alfred Jodl als Chef des Wehrmachtsführungsstabes teil. Zu diesem Zeitpunkt hatte der Aufbau der Petergruppe aus SS-Leuten und dänischen Kollaborateuren zur Ausführung dieser Terroraktionen bereits seit einigen Tagen begonnen. Parallel ging der Widerstand, insbesondere die Gruppe Holger Danske, massiver gegen Verräter in den eigenen Reihen, Spitzel und exponierte Kollaborateure vor. Mehrere von ihnen wurden noch im Dezember 1943 erschossen. Eine besondere Expertise für Liquidationen entwickelte Bent Faurschou-Hviid.

### „Gegenterror“
Am 30. Dezember verübte die Petergruppe ihren ersten Mordanschlag. Das Opfer, der Journalist Christian Dam, überlebte schwerverletzt. Am gleichen Tag versuchten dänische SS-Angehörige ebenfalls erfolglos, zwei konservative Politiker zu erschießen. Das erste prominente Opfer der Petergruppe wurde der lutherische Pfarrer und Schriftsteller Kaj Munk. Dieser hatte sich von Beginn der Besatzungszeit an in Predigten und Vorträgen pointiert gegen die Deutschen ausgesprochen. Diese Aktivitäten hatte er angesichts der Judenverfolgung verstärkt und mit Aufruhr gedroht. Am Abend des 4. Januar 1944 gaben sich Mitglieder der Petergruppe als Beamte der dänischen Kriminalpolizei aus, die Munk in seinem Pfarrhaus in Vedersø an der Nordsee verhaftet und abtransportiert. Am 5. Januar 1944, fand man bei Hørbylunde Bakke, kurz vor Silkeborg, seine Leiche. Die Ermordung Munks löste große Empörung aus, auch unter Dänen, die seinen politischen Positionen fern standen. Eine Buchhandlung, die trotz eines Verbots durch die Deutschen Werke Munks im Schaufenster ausstellte, wurde am 15. Januar von der Petergruppe gesprengt. Im Januar verübte die Gruppe fünf weitere Sprengstoffanschläge, auf zivile Einrichtungen und einen Garagenkomplex der dänischen Polizei. Am 7. Januar wurde Mildner als SD-Chef in Dänemark durch Otto Bovensiepen abgelöst. Grund dürfte Mildners eher ablehnende Haltung zum Gegenterror gewesen sein.
Der Widerstand, insbesondere Holger Danske, weitete die gezielten Morde im Januar 1944 vereinzelt auch auf Mitglieder des deutschen Militärs und der Besatzungsverwaltung aus. Die deutsche Seite antwortete darauf mit sogenannten Ausgleichsmorden gegen entsprechende dänische Funktionsträger.
Während der terroristischen Aktionen des SD blieb die Gestapo weiterhin als Geheimpolizei tätig. Ihr gelang im Januar 1944 die Festnahme eines großen Teils der Bopa-Führung und des SOE-Rings auf Lolland. Ein Großteil der aktiven Kämpfer von Holger Danske wurde bei mehreren gescheiterten Anschlägen und Ermittlungen der Gestapo im Januar und Februar festgenommen. Im März wurde mit der Hvidsten-Gruppe eine der wichtigsten Empfangsgruppen für SOE-Agenten und britische Ausrüstungsabwürfe aufgerollt. Acht ihrer Mitglieder wurden später hingerichtet. Nicht nur aus diesen Gründen fuhren sowohl SOE als auch Bopa im Frühjahr 1944 ihre Aktivitäten zurück: Der britische Dienst strukturierte sich neu, um eine Aufdeckung weiterer Teilgruppen zu erschweren, und lenkte seine Kapazitäten in den Aufbau einer Untergrundarmee in Dänemark statt in Sabotageaktionen. Die Kommunisten gaben Bopa eine klarere Struktur und setzten eine stärkere Disziplinierung der einzelnen Untergliederungen durch, wohl schon mit Blick auf die Arbeit in der Nachkriegszeit.
Im Februar 1944 schloss die Petergruppe den Aufbau erster Terrorgruppen aus dänischen Kollaborateuren ab. Diese wurden mit erbeuteten Waffen und Sprengstoff britischen Ursprungs ausgestattet, um die Urheberschaft der Anschläge zu verschleiern. Auch der offizielle Mitarbeiterstab von Gestapo und SD wuchs an, so dass die Räume im Dagmarhaus, dem Sitz der Besatzungsverwaltung, nicht mehr ausreichte. Im März wurde daher das Shellhaus in Kopenhagen beschlagnahmt. Sicherheitspolizei und SD zogen dorthin um.
Der Militärausschuss des Freiheitsrats baute unterdessen bis Februar regionale Untergliederungen im gesamten Land auf, blieb aber deutlich hinter dem Plan zurück, bis März eine einsatzfähige Untergrundarmee zu schaffen. Bis zum Jahresende umfasste die illegale Armee bis zu 12.000 Mann. Die bis dahin vor allem programmatisch und publizistisch tätigen Gruppen Ringen und Frit Danmark wurden im Verlauf des Jahres zu den wichtigsten Trägern der Rekrutierung innerhalb des zivilen Widerstands. Die stärkere Ausrichtung von Bopa auf die kommunistische Parteidisziplin führte ebenfalls im Februar dazu, dass mehrere bürgerlich ausgerichtete Sabotagegruppen im Streit aus der Organisation ausschieden. Ein Teil dieser Gruppen schloss sich daraufhin den wenigen verbliebenen aktiven Mitgliedern von holger Danske an, so dass sie in etwa ab April die dritte Generation dieser Organisation bildeten und schnell weitere neue Mitglieder anwarben.
Unterdessen hatte sich der „Kinokrieg“ entfaltet. Nachdem die Petergruppe von Ende Januar an Filmstudios und Kinos angegriffen hatte, stahlen daraufhin Widerstandsgruppen Rollen mit deutschen Filmen auf Kinos, was der SD wiederum mit Sprengstoffanschlägen auf dänische Kinos beantwortete. Am 23. April 1944 erreichte dieser Schlagabtausch seinen Höhepunkt, als Holger Danske in einer konzertierten Aktion die Aufführungen in acht Kinos in Kopenhagen unterbrach und stattdessen das Einblenden von Hitlerkarikaturen erzwang. Die Besatzungsmacht untersagte daraufhin Filmvorführungen im gesamten Großraum Kopenhagen und die Petersgruppe zerstörte den Firmensitz der Filmgesellschaft Paramount durch Sprengladungen weitgehend. Ebenfalls im April verübte Holger Danske einen Anschlag auf den Wagen des Reichsbevollmächtigten Best, in dem sich aber nur der dänische Chauffeur mit seinem Sohn befand. Beide wurden getötet. Da das Ziel aber Bests Auto gewesen war, verübte die Petersgruppe Sprengstoffanschläge auf Straßenbahnen und ermordete mehrere Menschen aus dem Umfeld des Widerstands. Im April richtete die Besatzungsmacht zudem das Feldgerichts der deutschen Polizei ein, das in den folgenden Monaten zahlreiche Todesurteile gegen Widerstandskämpfer verhängte. Diese Urteile wurden meist durch Erschießung auf dem vormaligen Truppenübungsplatz Ryvangen vollzogen.
Von Juni an erhielt der Freiheitsrat über das Sozialministerium verdeckte Zahlungen aus der Staatskasse, die vor allem Ringen und damit dem Aufbau der Untergrundarmee zugutekamen. Rund zehn Millionen Kronen wurden auf diesem Weg bis zum Kriegsende dem Widerstand zur Verfügung gestellt. Zudem konsultierten Politiker von diesem Zeitraum an den Freiheitsrat bei verschiedenen Verhandlungen mit der Besatzungsmacht.
Im Mai 1944 lief der Sabotagestopp des Widerstands aus, der freilich in den Monaten zuvor nie absolut umgesetzt worden war. Die Aktionen nahmen erheblich zu und erreichten im Juni einen Höhepunkt, auch beflügelt von der erwarteten und dann auch eingetretenen alliierten Landung in der Normandie. Eine der größten Operationen war ein Angriff auf das Globus-Werk in Glostrup, das Bauteile für Flugzeuge herstellte. Bopa setzte dazu am 6. Juni rund 50 Mann ein und vernichtete das Werk durch Sprengung so weitgehend, dass es bis zum Kriegsende außer Betrieb blieb. In Svendborg versenkte am 10. Juni eine örtliche Sabotagegruppe in einer Werft vier deutsche Schiffe. Am 22. Juni sprengte Bopa das Riffelsyndikat, die einzige dänische Waffenfabrik, so dass diese ebenfalls bis zum Kriegsende nicht mehr produzierte. Drei Tage später sprengte Bopa zwei kleinere Fabriken in Kopenhagen, die Handgranatenzünder und Teile für die V-2-Rakete herstellten. Dabei geriet der Sabotagetrupp allerdings in ein Feuergefecht mit einer zufällig vorbeikommenden deutschen Patrouille und musste sich ungeordnet unter Verlust einiger Waffen zurückziehen. Unterdessen verhängte die deutsche Besatzungsjustiz in steigender Zahl Todesurteile und die Petersgruppe steigerte ihre Sprengung ziviler Einrichtungen, darunter Teile des Vergnügungsparks Tivoli, und die Erschießung von Unterstützern des Widerstands. Am 24. Juni verbot die Besatzungsmacht jeden Lastwagenverkehr in Kopenhagen im Zeitraum nach 16 Uhr. Am folgenden Tag verhängte sie eine Ausgangssperre zwischen 20 Uhr abends und 5 Uhr morgens für den Großraum Kopenhagen sowie ein allgemeines Verbot von Menschenansammlungen mit mehr als fünf Personen.

### Volksstreik und weitere Zuspitzung
Ende Juni, Anfang Juli 1944 ging Kopenhagen mehrere Tage lang in den Generalstreik, wogegen die Besatzungsmacht teils mit Panzern und Geschützen vorging. Auf dänischer Seite kamen mindestens 87 Menschen zu Tode, rund 475 wurden verletzt. Der eigentliche Widerstand war daran zunächst kaum beteiligt, auch wenn die Ausgangssperre und die Hinrichtung von Angehörigen der Hvidsten-Gruppe wichtige Auslöser waren. Der Volksstreik hatten allerdings Konsequenzen für den Widerstand. Auf deutscher Seite machte Hitler Bests juristisches Vorgehen gegen den Widerstand mit dem Feldgericht der deutschen Polizei für den Aufstand verantwortlich. Das Feldgericht wurde daraufhin aufgelöst. Hitler ordnete an, dass gegen den Widerstand nur noch durch Gegenterror sowie durch unmittelbare Erschießungen bei Auseinandersetzungen sowie im Gewahrsam der deutschen Polizeieinheiten vorgegangen werden sollte. Durch den Terror- und Sabotageerlass vom 30. Juli erhielt diese Anweisung Rechtsform. Auf dänischer Seite befolgte die Bevölkerung Aufrufe des Freiheitsrats zur Beendung des Streiks im wesentlich höheren Maß als die der Rumpfregierung. Nachdem letztere den Freiheitsrat bereits verdeckt während der Verhandlungen mit den Deutschen konsultiert hatte, wurde im Verlauf des Spätsommers ein der Kontaktausschuss gegründet, der diese Kontakte dauerhaft etablierte.
Im Sommer 1944 steigerten sich die Aktivitäten des Widerstands und der Petergruppe. Beide Seiten verübten sowohl Sabotageakte mit mehreren Toten als auch direkte Mordanschläge. Schläge des Widerstands gegen das Schienennetz verzögerten die Verlegung deutsche Truppen zum Einsatz gegen die in Frankreich vorrückenden Westalliierten. Von August an nahm die Versorgung mit Waffen und Sprengstoff durch die SOE erheblich zu. Nach der Schwächung durch deutsche Polizeiaktionen hatte der Dienst diese Aktivitäten in den folgenden Monaten zurückgefahren, aber die zugehörigen geheimen Transportnetze erheblich ausgebaut, die nun aktiv wurden. Dabei wurden vor allem Waffen für die aufwachsende Untergrundarmee geliefert.
Der Freiheitsrat begann im Spätsommer 1944 damit, Gesetzeswerke für die Zeit nach der Befreiung zu erarbeiten, wobei es besonders um Sanktionen für die Unterstützung der Besatzungsmacht ging.
Auf die Erschießung eines dänischen Gestapo-Mitarbeiters durch Holger Danske reagierte die deutsche Sicherheitspolizei am 8. August mit der Erschießung von elf gefangenen Angehörigen von Widerstandsgruppen. Die Kopenhagener Bevölkerungen reagierte darauf am 15. August mit einem erneuten eintägigen Generalstreik. Anfang September verhaftete die Gestapo einen großen Teil der Führungsebene von Holger Danske und folterte einen Großteil der Männer. Anstelle von Erschießungen in Dänemark ging die Besatzungsmacht von Mitte September 1944 verstärkt zu Deportationen von gefassten Widerstandskämpfern in Konzentrationslager ins Reichsgebiet über. Ein zweitägiger Generalstreik, den der Freiheitsrat am 16. September gegen diese Praxis ausrief, entfaltete keine Wirkung.
Am 19. September löste die deutsche Besatzungsmacht im Rahmen der „Operation Möwe“ die dänische Polizei auf und entwaffnete sie. Rund 3.000 Polizeiangehörige wurden als Geiseln nach Deutschland deportiert. In der Folge verschärfte sich das Vorgehen gegen den Widerstand. Daran beteiligte sich die neu geschaffene Hilfspolizei in Dänemark. Unmittelbar von deutscher Seite kam als neue Praktik die Sprengung auch von Privathäusern hinzu, wenn diese im Zusammenhang mit Widerstandshandlungen zu stehen schienen, etwa als Waffenlager oder Unterschlupf für Widerstandskämpfer. Diese Sprengungen erfolgten offiziell durch Uniformierte. Parallel nahmen sowohl die Aktivitäten des Widerstands als auch die Terrorakte durch die Petergruppe zu.
Am 28. September misslang Holger Danske die bis dahin größte geplante Aktion der Gruppe. Am Abend sollte das Nordwerk, die ehemalige Niederlassung von General Motors im Kopenhagener Stadtteil Nørrebro zerstört werden. Dazu wurden rund 150 Kämpfer eingesetzt. Allerdings gelang es den dort stationierten deutschen Polizeisoldaten, die Angreifer mit Hilfe von Flugabwehrgeschützen zurückzuschlagen, auch wenn jene nur zwei Verwundete zu beklagen hatten. Am 14. Oktober nahm die Gestapo Mogens Fog gefangen und damit das höchstrangige Mitglied des Freiheitsrats, das jemals in deutsche Hände fallen sollte. Der Gestapo gelang es zwar nicht, das Gremium komplett aufzurollen, der Freiheitsrat schränkte aber vorübergehend seine Aktivitäten ein und lockerte die Kontakte zu anderen Widerstandsgruppen, um den Schaden im Fall einer weitergehenden Aufdeckung gering zu halten.
Im Verlauf des Herbstes 1944 waren der Gestapo insbesondere in Südjütland mehrere schwere Schläge gegen den dänischen Widerstand gelungen. Als Reaktion darauf ließ der SOE am 31. Oktober den Luftangriff auf die Gestapozentrale Aarhus ausführen. Die Gestapo baute daraufhin bis zum 11. November das Dachgeschoss ihrer Kopenhagener Zentrale, des Shellhauses, zu Gefangenenzellen aus, um deren Insassen als lebende Schutzschilde gegen einen vergleichbaren Angriff einzusetzen. In Jütland führte der Widerstand Mitte November über mehrere Tage zeitverzögerte Sprengstoffanschläge auf den Seefliegerhorst Aalborg aus, legte diesen in dieser Zeit weitgehend lahm, zerstörte zwei Hangars und mehrere Flugzeuge und tötete mehrere deutsche Soldaten. Am 25. November überfiel Holger Danske ein Flugfeld in Lundtofte, wobei es das Ziel war, möglichst viele dänische Sabotagewächter zu töten. Auch Kollaborateure, die sich bereit ergeben hatten, wurden dabei erschossen.
In den letzten Wochen des Jahres 1944 intensivierten sich die Gespräche zwischen Widerstand und Regierungsvertreter über die Regierungsbildung und die Außenpolitik nach dem absehbaren Kriegsende. Kurz vor dem Jahresende war auch der zuvor durch Verhaftungen stark dezimierte Freiheitsrat wieder arbeitsfähig. Von Februar 1945 an fanden vor allem in Stockholm zudem Verhandlungen zwischen Widerstand, Regierung und John Christmas Møller als Vertreter der Exildänen statt.

### Letzte Besatzungsmonate
Zu Beginn des Jahres 1945 begann die britische Militärführung den dänischen Widerstand stärker in unmittelbar taktischer Funktion einzusetzen und zugleich auf die Vorbereitung einer dänischen Nachkriegsordnung zu drängen. So sprengte Bopa am 24. und 26. Januar mehrere Tanklager im Großraum Kopenhagen. Hintergrund war die Verdrängung der Deutschen aus den letzten ihnen zur Verfügung stehenden Erdölfördergebieten in Ungarn und die drohende Beschlagnahmung der dänischen Treibstoffreserven.
Am 13. Februar beschädigte ein Bopa-Trupp den im Kopenhagener Hafen liegenden deutschen leichten Kreuzer Nürnberg mit Sprengstoff. Dabei handelte es sich um die einzige Operation des dänischen Widerstands, der im Kriegstagebuch des Oberkommandos der Wehrmacht erwähnt wurde. Am 15. und 16. Februar sprengte Bopa weitere Treibstofflager in Kopenhagen, darunter einen Teil des Haupttanklagers der Wehrmacht. Mitte Februar führte die Petergruppe eine Serie von Sprengstoffanschlägen und Vergeltungsmorden gegen dänische Zivilisten in Odense und Aarhus aus, nachdem der Operationsschwerpunkt zuvor in Kopenhagen gelegen hatte. Am 24. Februar brachten Saboteure den Zug des neuen Wehrmachtsbefehlshabers in Dänemark, Georg Lindemann, in Nordjütland zum Entgleisen. Dieser ließ daraufhin ein nahegelegenes Gehöft und ein Bahnwärterhaus niederbrennen. Im Wesentlichen auf Lindemann gingen auch die 62 Hinrichtungen von dänischen Widerstandskämpfern von Februar bis April 1945 zurück.

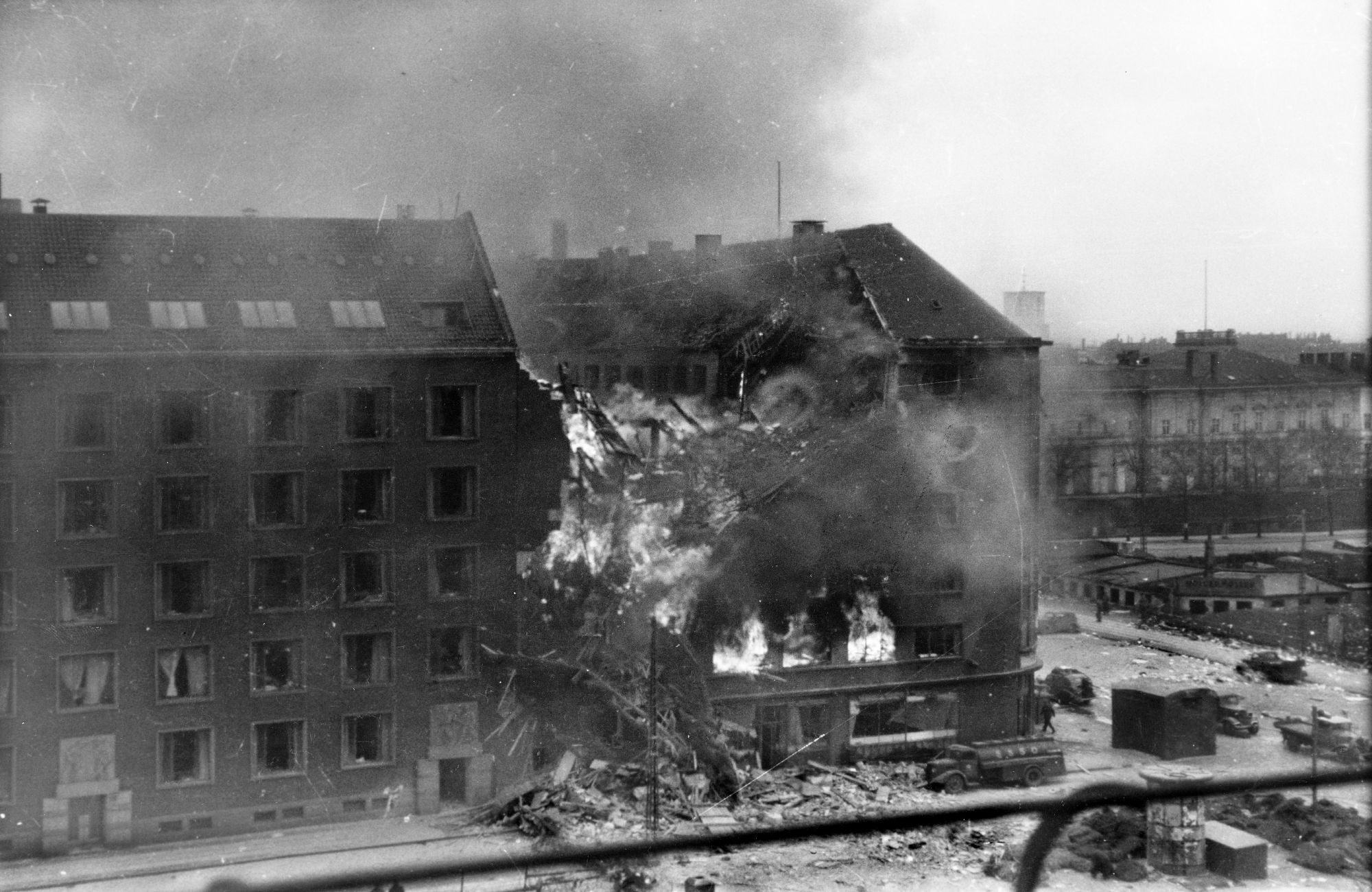
Die sichtbaren Ergebnisse der RAF-Luftangriffe auf das Shell-Haus, das Gestapo-Hauptquartier in Kopenhagen

Ende Februar nahm die Gestapo fast die gesamte Führungsspitze verschiedener Widerstandsorganisationen und der Untergrundarmee im Raum Kopenhagen gefangen, insgesamt 79 Personen. Die Festgenommenen wurden gefoltert und zum Teil im Shellhaus festgesetzt. Daraufhin löste Ole Lippmann, der Leiter der SOE-Operationen in Dänemark, den Luftangriff auf die Gestapozentrale Kopenhagen aus, dessen Ausführung sich aber bis zum 21. März verzögerte. Dabei kamen neben 100 Gestapoangehörigen auch Mitglieder des Widerstands, Kinder und andere Zivilisten in einer irrtümlich getroffenen benachbarten Schule ums Leben (123 Tote). Das Shellhaus brannte vollständig aus, womit ein Großteil der Unterlagen der Gestapo vernichtet war.
Die Sabotagegruppen, die von vornherein von der politischen Leitung und der Untergrundarmee abgeschottet geblieben waren, blieben trotz dieser Festnahmen im vollen Umfang aktionsfähig und verübten mehrere Anschläge. Auch die Gesamtleitung des Widerstands reorganisierte sich recht schnell im Verlauf des März, ausgehend von den bestehenden Netzwerken der kommunistischen Partei auf der linken und von Holger Danske auf der rechten Seite des politischen Spektrums. Nach dem Angriff auf das Shellhaus war die Gestapo wochenlang handlungsunfähig und konnte auch danach die bereits vorbereiteten weiteren Massenverhaftungen nicht mehr umsetzen.
Am 8. März gelang es Widerstandskämpfern in Gedser, die Eisenbahnfähre Danmark im Hafen zu versenken. Die letzte große Aktion des Widerstands war am 27. März die Sprengung des Maschinenhauses der Hubbrücke Langebro im Kopenhagener Hafen durch Bopa. Dadurch wurde verhindert, dass die Besatzungsmacht 16 beschlagnahmte dänische Handelsschiffe zur Evakuierung von Flüchtlingen von der Ostseeküste einsetzte.
Im April verschärfte sich die allgemeine Lage in Dänemark angesichts von zunehmenden Versorgungsproblemen und sich ausweitender gewaltsamer Auseinandersetzungen zwischen Besatzungsmacht, neu gebildeten Terrorgruppen der Kollaborateure und dem weiter anwachsenden Widerstand. Der inzwischen wieder voll arbeitsfähige Freiheitsrat befasste sich vor allem mit der Kontroverse um die wirtschaftliche Nachkriegsordnung zwischen sozialistischen und bürgerlichen Angehörigen. Schließlich entschied das Gremium, klein entsprechendes Programm zu verfassen. Dies war gleichbedeutend mit einem Verzicht auf eine Mitgestaltung des Nachkriegsdänemark, abgesehen von der personellen Beteiligung an der ersten Nachkriegsregierung.
Am 17. April zerstörte ein Bombenangriff der Royal Air Force das regionale Gestapo-Hauptquartier auf Fünen. Zwei Tage später erfolgte die letzte Hinrichtung dänischer Widerstandskämpfer, der neun Eisenbahnsaboteure zum Opfer fielen. Am 21. April sprach der Widerstand Todesdrohungen gegen die Lotsen des Kopenhagener Hafens aus, um das Anlegen weiterer Flüchtlingsschiffe zu verhindern. Die Lotsen erschienen daraufhin am 23. April nicht mehr zum Dienst, was allerdings die Anlandung von Flüchtlingen nicht wesentlich nachlassen ließ. Ende April hatte die Sabotage an den jütländischen Eisenbahnlinien einen Umfang erreicht, der diese praktisch außer Betrieb setzte. Das deutsche Militär konnte nur noch auf Lastwagen zurückgreifen. Sowohl Wehrmacht als auch Widerstand begannen, zivile Lastwagen zu beschlagnahmen.
Der Freiheitsrat und die politischen Parteien einigten sich Ende April auf eine paritätisch von ihnen besetzte Nachkriegsregierung unter Vilhelm Buhl. In den ersten Maitagen gewann die britische Armee weite Teile Norddeutschlands und riegelte damit Dänemark auch gegen die entlang der Ostsee vorstoßenden sowjetischen Truppen ab. Am Abend des 3. Mai rief der Freiheitsrat alle Widerstandskämpfer dazu auf, nach der bevorstehenden deutschen Kapitulation auf Repressalien gegen Deutsche zu verzichten und nur gegen Bewaffnete vorzugehen, die die Kapitulationsbedingungen nicht einhielten. Am Nachmittag des 4. Mai erfolgte der letzte Anschlag des Widerstands: In der Ausweichzentrale der Gestapo in Kopenhagen wurde ein Sprengsatz gezündet, der allerdings nur geringen Schaden verursachte.

### Befreiung
Nach der Unterzeichnung der Teilkapitulation der Wehrmacht für Nordwestdeutschland, Dänemark und die Niederlande, die am 5. Mai 1945, 8:00 Uhr, in Kraft trat, aktivierte die Widerstandsleitung am Abend des 4. Mai die 43.000 Mann starke Untergrundarmee. Um 22 Uhr nahmen die Vertreter der Widerstandsorganisationen ihren Platz in der ersten Sitzung der „Befreiungsregierung“ unter Buhl ein. Diese erhielt am Morgen des 5. Mai durch einen Empfang bei König Christian X. volle Autorität.
In den ersten Maitagen waren sowohl die politischen als auch die militärischen Elemente des Widerstands an Massenverhaftungen von Kollaborateuren, an letzten Gefechten mit dänischen Hilfseinheiten der Deutschen sowie vereinzelt auch noch mit deutschen Truppen, der Aufrechterhaltung der öffentlichen Ordnung und der Schaffung erster Strukturen des Nachkriegsdänemark beteiligt. Am 7. Mai unterstellte der Freiheitsrat alle bewaffneten Kräfte des Widerstands der Regierung des Landes. Sein Kommandoausschuss beendete damit seine Tätigkeit.
Die Danska brigaden (etwa 5000 Mann) setzte am 5. Mai 1945 nach Dänemark über und übernahm gemeinsam mit britischen Truppen und der Untergrundarmee die militärische Kontrolle über das Land.
Über den Mai 1945 hinweg kam es immer wieder zu Auseinandersetzungen zwischen bewaffneten Widerstandsangehörigen einerseits sowie den zunehmend wieder arbeitsfähigen Behörden und der Politik andererseits. Meist war ein aus Sicht des Widerstands zu lasches Vorgehen gegen vermeintliche Unterstützer der vormaligen Besatzungsmacht der Anlass.

### Bilanz
Knapp die Hälfte der dänischen Opfer des Krieges starb im Widerstand. Offiziell hingerichtet wurden 102 Widerstandskämpfer. Das Dänische Nationalmuseum erinnert an den Widerstand. Die Widerstandsgruppen liquidierten rund 400 vermutete Kollaborateure. Rund 100 dieser Tötungen fanden im April 1945 statt. Die deutsche Besatzungsmacht ließ 102 Dänen wegen angeblicher Mitwirkung am Widerstand hinrichten, 62 davon in den Monaten Februar bis April 1945.
Als die deutschen Truppen in Dänemark kapitulierten, gehörten rund 50.000 Dänen in irgendeiner Form der Widerstandsbewegung an, von der 140 Deutsche und 375 dänische Kollaborateure erschossen und Tausende von Anschlägen unternommen worden waren. An Opfern aus den Reihen des Widerstands werden 862 Tote genannt, von denen 500 bei Aktionen getötet wurden. Die anderen starben in KZ oder wurden hingerichtet.
40.000 Personen wurden nach dem Krieg in Dänemark unter dem Verdacht der Kollaboration verhaftet. Einige davon wurden im Lager Fårhus in Frøslev gefangen gehalten. 13.500 Personen wurden deshalb in irgendeiner Form bestraft. Es gab deshalb nach dem Krieg 78 Todesurteile, von denen 46 vollzogen worden sind, allerdings keines gegen einen deutschen Kriegsverbrecher.

## Nach dem Krieg

### Abwicklung des Widerstands
Im Verlauf des Sommers 1945 wurden die Untergrundarmee und andere Widerstandsgruppen demobilisiert und entwaffnet. Am 15. Juni waren sie zusammen noch rund 15.000 Mann stark. Der Freiheitsrat löste sich am 23. Juni auf. Die Danska brigaden, Bopa und Holger Danske folgten diesem Schritt im Verlauf des Julis. Am 15. August war die Auflösung der letzten bewaffneten Verbände der Widerstandsbewegung abgeschlossen.
Frit Danmark wandelte sich im September in eine legale Organisation um, die ideologisch divergierende Gruppen unter den ehemaligen Widerstandskämpfern aber auch in der dänischen Gesellschaft insgesamt versöhnen wollte. Ihr politischer Einfluss blieb aber gering. Eine aus ihr hervorgehende, gleichnamige Wochenzeitung erschien bis 1982.
In der unmittelbaren Nachkriegszeit traten die einstigen Widerstandskämpfer als politisch wahrnehmbare Gruppe auf. So führten sie die im Sommer 1945 verbreiteten Proteste gegen ein zu nachgiebiges Vorgehen der Behörden gegen Kollaborateure an.
Mit der ersten freien Parlamentswahl am 30. Oktober 1945 und dem Amtsantritt der Regierung Kristensen am 7. November endete auch die privilegierte Beteiligung von Politikern mit Bezug zum Widerstand an der ersten Nachkriegsregierung.

### Erinnerungskultur
Eine erste Gedenkfeier für die Gefallenen des Widerstands fand am 11. Mai 1945 am Erschießungsplatz Ryvangen statt, wo zahlreiche Unterstützer der Bewegung hingerichtet worden waren. Dort wurde in den folgenden Wochen eine Gedenkstätte eingerichtet, an der am 29. August eine Beisetzungsfeier von 106 Widerstandskämpfern stattfand.
Am 21. Juli 1945 eröffnete in Kopenhagen eine Ausstellung über den dänischen Widerstand, die innerhalb eines Monats rund 200.000 Besucher hatte.
Bereits im Sommer 1945 setzte eine publizistische und politische Diskussion über den Sinn der Aktionen gegen die deutsche Besatzungsmacht ein. Kritiker bewerteten die Auswirkungen auf Dauer und Verlauf von Krieg und Besetzung als gering und bemängelten sowohl, dass dieses Vorgehen Repressalien gegen die dänische Bevölkerung erst ausgelöst habe, als auch in ihren Augen zu heftiges Vorgehen gegen Kollaborateure, bis hin zu gezielten Liquidierungen. In Dänemark sind bis heute insbesondere „Racheakte“ von Holger Danske gegen vermeintliche Unterstützer der Deutschen umstritten.
Eine erste filmische Auseinandersetzung mit dem Thema stellte der am 6. Oktober 1945 uraufgeführte Film Den usynglige hær (Das unsichtbare Heer) dar.
Der dänische Widerstand ist als Organisation in die Liste der Gerechten unter den Völkern aufgenommen.

## Prominent gewordene Mitglieder des Widerstandes
- Christen Lyst Hansen
- Mogens Fog
- Flemming Muus
- Monica Wichfeld
- Ove Kampman
- Poul Brandt Rehberg
- Poul Bruun
- Marius Fiil (Hvidsten-Gruppe)
- Niels Fiil (Hvidsten-Gruppe)
- Jørgen Kieler
- Bent Faurschou-Hviid
- Jørgen Haagen Schmith
- Kim Malthe-Bruun